# 尚德拉鄉
45°55′30″N 20°53′25″E / 45.925°N 20.8903°E
尚德拉鄉（羅馬尼亞語：Comuna Șandra, Timiș），是羅馬尼亞的鄉份，位於該國西部，由蒂米什縣負責管轄，面積45平方公里，海拔高度88米，2002年人口2,849，人口密度每平方公里63人。